# Maja Bezjak
Maja Bezjak rođ. Jurjević (Zagreb, 18. kolovoza 1931.), hrvatska balerina, spisateljica, baletna kritičarka i prva hrvatska primabalerina.

## Životopis
Maja Bezjak rođena Maja Jurjević 1931. godine u Zagrebu, kćer pravnika Dr. Juraja Jurjevića i Dragice Jurjević rođ. Badaj.Maja Bezjak rođena je kao najstarija kćer Juraja i Dragice. Svoje djetinjstvo provela je između tri doma. Dom njenih roditelja u Sv. Ivan Zelini gdje joj je otac radio kao odvjetnik, ali najveći dio svog djetinjstva provela je u domu djeda dr. Aleksandra Badaja i bake Marije Badaj u današnjoj Hebrangovoj ulici i na njihovu imanju na Bukovcu. U mnogim intervjuima Maja spominje kako odgoj pod bakom i djedom i boravak po Hebrangovoj i Bukovcu su zauvijek inspirirali njenu kreativnost i nagon za rad.
Njena baka ju je upisala u dramsku grupu Dječje carstvo skupa s mlađom sestrom. Tamo je Maja došla pod tečaje Margarite Fromman koja ju je učila klasični balet i probudila Maji ljubav prema baletnoj umjetnosti. Iste godine upisa umrla je Majina baka Marija 25. lipnja 1939. godine i zbog toga njeni roditelji napuštaju Sv. Ivan Zelinu i dolaze živjeti u Zagreb.
Tijekom Drugoga svjetskog rata Maja se upisuje u gimaziju i postaje istaknuti student glazbenog pod učiteljicom i poznatom violinisticom Renatom Senečić-Schoenstein koja je i Maju postavila kao dirigenticu školskog zbora. Uskoro je imala prvu priliku da se istakne u HNK-u s baletnom predstavom Ščelkunšćik, na glazbu Čajkovskog koju je organizirala Frommanica za Dječje carstvo.
Maja je od mladosti pratila i pamtila svoju majku dok je svirala klavir i tako je preko sluha polako učila klavir, pa jednom kad je u posjetu obitelji stigao profesor i pjevač Lav Vrbanić koji je primjetio njen talent i poslao je na nastup i primio ju je u Glazbenu školu Vatroslava Lisinskog. Uskoro zbog pogoršanog ratnog stanja Maja je bila ispisana iz Dječjeg carstva. Frommanica se strogo protivila njenom ispisu, ali Fromman nije mogla odgovoriti majku Maje od te odluke. Tek se vratila u balet nakon rata.
Nakon rata počinje studirati glasovir na Muzičkoj akademiji sve do 1951. godine, ali nakon kratkog sukoba s roditeljima izborila se za svoju baletnu ljubav i počinje učititi balet kod Milorada Jovanovića, Đurđe Đurđan i Octavije Cintolessija. 1953 vjenčala se za Branimira Bezjaka i prima prezime Bezjak. 1959. postaje član baleta HNK, a od 1959. solist. 1961. razvodi se od muža po njenim riječima postala je slobodna i sada je imala priliku da se istakne kreativno i umjetničko.
U siječnju 1962. godine Maja prvi put odlazi u Francusku da nastavi usvršavati svoj baletni studi nakon odlaska Octavije Cintolessije iz HNK-a. Povratkom u Zagreb dočekale su je probe za Labuđe jezero koje je vodio Rostislav Zaharov, čak i ako po hijerarhiji baleta nije bilo dopušteno, Zuharov inzistira da Maja pleše i bijelog i crnog labuda, pa 5. travnja 1962. godine Maja je bila prva u Hrvatskoj koja je odplesala bijelog i crnog labuda u baletnoj predstavi Labuđe jezero.
Maja Bezjak je 1964. godine ponovno otišla u Pariz i postala dio baletne trupe "Ballet international de France" pod vodstvom Janine Charrat i Milorada Miškovića. 1967. godine vraća se u Zagreb i postaje slobodna umjetnica. Krenula je sa svojim utjecajem na Zagrebačkoj baletnoj sceni sa naslovnim ulogama u Pepeljugi, Don Quichote, Labuđe Jezero, Rapsodija i Fantastična simfonija.
Maja je imala nastupe po Nizozemskoj, Belgiji, Austriji, Libiji, Maroku, Tunisiji, Grčkoj, itd.
1969. godine Maja Bezjak počinje svoju televizijsku karijeru s prvim baletnim filmovima snimanim i prikazanim na današnjem HRT-u, prvo s baletom Orfej, (1969.) pa Mora, Ekstaza, (1970.), Impresije Maštanja, (1971.), Ljubavne teme, (1972.) Neobična priča, (1973.) i Točka vrenja (1974.). Mnogi od ovih filmovi su se izgubili kada se HRT preselio u novu zgradu, ali uz pomoć radnih kopija u vlasništvu Maje Bezjak i istraživanjem Maje Đurinović svi su uglavnom pronađeni osim Orfeja i Neobične priče koji je jedini od Majinih baleta snimljenih u boji. Montažer za veći dio filmova je bila najmlađa sestra Maje Bezjak, Renata Petrlik-Odić koja je radila kao montažer u HRT-u. Maja Bezjak postaje baletna kritičarka 1975.
Maja Bezjak u novom mileniju postaje spisateljica s izlaskom dvije knjige: Prvo autobiografija Na vršcima prstiju (2007.), pa kritika, esej i razgovor Baletna večer da, ali kakva? (2012.). 
24. studenog 2022. Maji Bezjak dodjeljena je nagradu za životno djelo na dodjeli nagrada Hrvatskog glumišta.
Danas Maja i dalje nastavlja pisati kritike baleta i zapisivati svoja sjećanja na stranici baleti.hr i posvećuje se borbi za spašavanje baletne umjetnosti u Hrvatskoj i obnovi baletne škole Zagreb. Godinama prigovara o problemu raspada Hrvatskog baleta, ali još u današnoj Hrvatskoj nije ništa poduzeto.